# 브레이크아웃 (1975년 영화)
브레이크아웃(Breakout)은 미국에서 제작된 톰 그리스 감독의 1975년 액션, 모험 영화이다. 찰스 브론슨 등이 주연으로 출연하였고 로버트 차토프 등이 제작에 참여하였다.

## 출연

### 주연
- 찰스 브론슨
- 로버트 듀발

### 조연
- 질 아일랜드
- 랜디 퀘이드
- 쉬리 노스
- 조지 모레노

## 제작진
- 원작자: 엘리엇 아시노프
- 원작자: 윌리엄 터너
- 의상: 빌 토머스
- 배역: 제인 페인버그
- 배역: 마이크 펜튼